# Maknongan
Maknongan est une œuvre de Giacinto Scelsi  pour un instrument grave, non précisé. La partition donne comme exemple le tuba, le contrebasson, le saxophone basse, la contrebasse, la flûte octobasse, ou même pour voix de basse. Le tempo est lent, 84 à la noire, mais sans indication de mesure.
Maknongan est l'une des dernières œuvres de Giacinto Scelsi. L'interprétation la plus connue est celle pour contrebasse par Joëlle Léandre. La pièce est également souvent jouée au saxophone baryton, Claude Delangle en a en particulier enregistré une version en 1993.